# Uppsalski opći katalog galaktika
Uppsalski opći katalog galaktika (Uppsala General Catalogue of Galaxies, kratica UGC) je astronomski katalog koji je 1973. godine sastavio švedski astronom Peter Nilson. 
Katalog je 12.921 galaktika vidljivih sa sjeverne polutke. Prvo izdanje je iz 1973. godine.
Katalog u biti uključuje sve galaktike sjeverno od deklinacije -02°30' do graničnog promjera od 1,0 lučne minute i do granične prividne magnitude od 14,5. Prvi izvor podataka je iz Zvjezdarnice Mount Palomara, odnosno njena zvjezdana atlasa Palomarskog atlasa neba (POSS). Obuhvaća također galaktike manje od 1,0 lučne minute ako su sjajnije od magnitude 14,5 iz Kataloga galaktika i galaktičkih skupova  (CGCG).
Dodatak katalogu je Uppsala General Catalogue Addendum, skraćeno UGCA.

## Vanjske poveznice
- (engl.) Uppsala General Catalogue of Galaxies na stranicama Kalifornijskog instituta za tehnologiju